# Marcos Henrique Büechler
Marcos Henrique Büechler (Florianópolis, 26 de outubro de 1940 - Blumenau, 9 de outubro de 1997) foi um político brasileiro.
Foi vice-governador indicado no governo de Antônio Carlos Konder Reis.